# Bote ter Steege
Bote ter Steege (Rolde, 19 november 1961) was tussen 1 september 2020 en 1 september 2023 procureur-generaal van Aruba. Hiervoor was hij (onder andere) hoofdofficier van justitie op de BES-eilanden en coördinerend luchtvaartofficier van justitie ten tijde van de vliegramp Turkish Airlines-vlucht 1951. Op 1 september 2023 is Ter Steege opgevolgd als procureur-generaal van Aruba door Amalin Flanegin. Ter Steege is sinds 1 juli 2024 vice-voorzitter van de Nederlandse Vereniging voor Rechtspraak.